# Saint-Sulpice-de-Ruffec

Saint-Sulpice-de-Ruffec este o comună în departamentul Charente, Franța. În 1 ianuarie 2022 avea o populație de 41 de locuitori.